# Арлингтон Хајтс (Вашингтон)
Арлингтон Хајтс (енгл. Arlington Heights) насељено је место без административног статуса у америчкој савезној држави Вашингтон.

## Демографија
По попису из 2010. године број становника је 2.284, што је 226 (-9,0%) становника мање него 2000. године.
| Група             | 2000.         | 2010.         |
| Белци             | 2.374 (94,6%) | 2.118 (92,7%) |
| Афроамериканци    | 6 (0,2%)      | 6 (0,3%)      |
| Азијати           | 20 (0,8%)     | 22 (1,0%)     |
| Хиспаноамериканци | 44 (1,8%)     | 64 (2,8%)     |
| Укупно            | 2.510         | 2.284         |